# Liste der Monuments historiques in Saint-Laon
Die Liste der Monuments historiques in Saint-Laon führt die Monuments historiques in der französischen Gemeinde Saint-Laon auf.

## Liste der Bauwerke
| Bezeichnung                   | Beschreibung | Standort | Kennzeichnung | Schutzstatus | Datum | Bild |
| ----------------------------- | ------------ | -------- | ------------- | ------------ | ----- | ---- |
| Dolmen La Petite Pierre Levée | Neolithikum  | (Lage)   | PA00105694    | Classé       | 1957  |      |
| Dolmen La Pierre-de-Verre     | Neolithikum  | (Lage)   | PA00105695    | Classé       | 1957  |      |
| Dolmen La Grande Pierre Levée | Neolithikum  | (Lage)   | PA00105693    | Classé       | 1956  |      |

## Liste der Objekte
- Monuments historiques (Objekte) in Saint-Laon in der Base Palissy des französischen Kultusministeriums